# Gen Nakatani
Pour les articles homonymes, voir Nakatani.
Gen Nakatani (中谷 元, Nakatani Gen), né le 14 octobre 1957 à Kōchi (Japon), est un homme politique japonais. Il est le ministre de la Défense du Japon entre le 24 décembre 2014 et le 3 août 2016, dans le gouvernement Abe III.
Il retrouve la fonction de ministre de la Défense dans le Gouvernement Ishiba à partir du 1er octobre 2024.